# Электрические сомы
Электрические сомы, или малаптеруровые (лат. Malapteruidae), — семейство лучепёрых рыб отряда сомообразных. В составе семейства выделяют два рода с 21 видом.

## Описание
Присутствует электрический орган, происходящий из передней мускулатуры тела и выстилающий полость тела. Спинной плавник отсутствует; колючие лучи в плавниках отсутствуют; жировой плавник расположен далеко сзади; хвостовой плавник закругленный; три пары усиков (носовая пара отсутствует). Плавательный пузырь с удлиненной задней камерой, две камеры спереди у Malapterurus и три у Paradoxoglanis. Только у представителей данного семейства хорошо развит орган электрорецепции.
Некоторые крупные представители семейства являются хищниками, оглушающими жертв электрическимм ударами. Большинство представителей семейства питаются донными беспозвоночными, икрой рыб и детритом. Распространены в тропической Африке и Ниле.

## Классификация
В состав семейства включают 2 рода с 21 видом:
- Род Malapterurus — электрические сомы
  - Malapterurus barbatus Norris, 2002
  - Malapterurus beninensis Murray, 1855
  - Malapterurus cavalliensis Roberts, 2000
  - Malapterurus electricus (Gmelin, 1789) — Электрический сом
  - Malapterurus leonensis Roberts, 2000
  - Malapterurus melanochir Norris, 2002
  - Malapterurus microstoma Poll & Gosse, 1969
  - Malapterurus minjiriya Sagua, 1987
  - Malapterurus monsembeensis Roberts, 2000
  - Malapterurus occidentalis Norris, 2002
  - Malapterurus oguensis Sauvage, 1879
  - Malapterurus punctatus Norris, 2002
  - Malapterurus shirensis Roberts, 2000
  - Malapterurus stiassnyae Norris, 2002
  - Malapterurus tanganyikaensis Roberts, 2000
  - Malapterurus tanoensis Roberts, 2000
  - Malapterurus teugelsi Norris, 2002
  - Malapterurus thysi Norris, 2002
- Род Paradoxoglanis[5]